# Scrobigera semperi
Scrobigera semperi là một loài bướm đêm trong họ Noctuidae.